# 佳亭駅
佳亭駅（カジョンえき）は、大韓民国仁川広域市西区佳亭洞にある仁川交通公社（仁川都市鉄道）2号線の駅である。駅番号はI211。ルウォンシティという副駅名がある。

## 駅構造
相対式ホーム2面2線の地下駅である。

### のりば
| 上り | ●2号線 | 黔岩・黔丹梧柳方面       |
| 下り | ●2号線 | 朱安・仁川市庁・雲宴方面 |

## 駅周辺
- ルウォンシティ
- 佳亭1洞住民センター
- 佳亭2洞住民センター
- 仁川佳峴初等学校
- 仁川佳原初等学校
- 仁川佳峴中学校
- 仁川新峴高等学校
- 仁川チョウン高等学校

## 歴史
- 2015年10月5日：駅名が佳亭駅に確定[1]。
- 2016年7月30日：2号線開通と同時に営業開始[2]。

## 隣の駅
仁川交通公社（仁川都市鉄道）
●2号線
西区庁駅 (I210) - 佳亭駅 (I211) - 佳亭中央市場駅 (I212)